# Taylor Takata
Taylor Takata (ur. 6 kwietnia 1982) – amerykański judoka. Olimpijczyk z Pekinu 2008, gdzie zajął dziewiąte miejsce w wadze półlekkiej.
Uczestnik mistrzostw świata w 2001 i 2003. Startował w Pucharze Świata w latach 2001, 2003, 2004, 2006 i 2008. Piąty na igrzyskach panamerykańskich w 2003. Złoty medalista mistrzostw panamerykańskich w 2001 i 2002 roku.

## Letnie Igrzyska Olimpijskie 2008
| Konkurencja | Rundy eliminacyjne        | Rundy eliminacyjne | Rundy eliminacyjne         | Repasaże              | Klas. końcowa |
| Konkurencja | 1/32                      | 1/16               | 1/4                        | Przeciwnik I          | Miejsce       |
| ----------- | ------------------------- | ------------------ | -------------------------- | --------------------- | ------------- |
| 66 kg       | Tariel Zindiridis (GRE) Z | Dex Elmont (NED) Z | Yordanis Arencibia (CUB) P | Ameen El-Hady (EGY) P | 9.            |